# Visoka škola za menadžment i dizajn Aspira
Visoka škola za menadžment i dizajn Aspira osnovalo je 2008. godine u Splitu Suvremeno učilište u Splitu. Čini jednu od najvećih privatnih obrazovnih institucija u Hrvatskoj[nedostaje izvor].  
Aspira ustrojava i izvodi stručne studije sportskog menadžmenta, računarstva – programskog inženjerstva, međunarodnog menadžmenta u hotelijerstvu, turizmu i gastronomiji. Uz studijske programe izvodi verificirane programe Ministarstva znanosti i obrazovanja te brojne treninge iz područja menadžmenta, poduzetništva, gastronomije i turizma.   

## Smjerovi studija
- Preddiplomski i diplomski stručni studij Sportskog menadžmenta
- Preddiplomski i diplomski stručni studij Međunarodnog menadžmenta u turizmu i hotelijerstvu
- Preddiplomski stručni studij Računarstva

## Stručna praksa od prve godine studija
Tijekom prve dvije godine studija studenti odrađuju po 120 sati stručne prakse godišnje, a cijeli posljednji semestar studija posvećen je stjecanju konkretnog praktičnog znanja. 

## Dani karijera
Na Visokoj školi Aspira svake godine se organiziraju dani karijera koji su prilika studentima da se predstave na najbolji način poslodavcima  i tako otvore vrata, prvo za stručnu praksu, zatim kroz rad i zalaganje, za svoje buduće zaposlenje.

## Cjeloživotno obrazovanje
- Turistički vodič
- Voditelj turističke agencije
- Menadžer turističke destinacije
- Menadžer hotela
- Menadžer hrane i pića
- Sommelier
- Kuhar
- Slastičar
- Dizajner interijera
- Internet marketing specijalist
- Seminar naprednog Google oglašavanja
- Voditelj web shopa
- Voditelj projekata EU fondova
- Voditelj prodaje
- Sportski administrator
- Međunarodni trening program za menadžera marine

## Vanjske poveznice
- www.aspira.hr
- www.suvremenouciliste.hr